# Hans Lippershey
Hans Lippershey, též Hans Lipperhey či Johann Lippershey z Middelburgu (asi 1570  — pochován 29. září 1619), byl německo-nizozemský brusič skla a výrobce brýlí, který je považován za vynálezce moderního dalekohledu.

## Život
Lippershey se narodil pravděpodobně v roce 1570 nebo 1571 v německém Weselu (v dnešním Severním Porýní-Vetsfálsku). V roce 1594 se přistěhoval do Middelburgu, hlavního města provincie Zeeland, která je dnes součástí Nizozemska. Ve stejném roce se oženil a v roce 1602 získal občanství Zeelandu. V průběhu této doby se stal mistrem v broušení skla a výrobě brýlí a provozoval vlastní dílnu. V Middelburgu zůstal až do své smrti v září 1619. Pochován byl 29. září 1619.

## Vynález dalekohledu
Dne 2. října 1608 požádal Lippershey o patent na „přístroj přibližující pomocí čoček věci vzdálené“. Jeho přístroj se skládal z jedné spojky a jedné rozptylky ve válcovém tubusu, zvětšoval asi 3x až 4x. Podle legendy princip dalekohledu náhodou objevily Lippersheyovy děti nebo jeho učeň. Krátce po podání patentové žádosti se sešla komise pro posouzení vynálezu. Dva týdny po Lippersheyovi, 17. října 1608, nicméně požádal o patent na dalekohled také Jacob Metius. Komise žádnému uchazeči patent neudělila, mimo jiné proto, že shledala přístroj příliš snadno kopírovatelný. Metius však dostal menší finanční odměnu a Lippershey objednávku na několik kusů binokulárních dalekohledů, za které dostal dobře zaplaceno..
Lippersheyův model se užívá dodnes například v divadelních kukátkách, říká se mu „dalekohled holandského typu“ nebo Galileův dalekohled, protože Galileo přístroj výrazně vylepšil a použil jej k pozorování oblohy.